# Daniel Jensen
Daniel Monberg Jensen (ur. 25 czerwca 1979 w Kopenhadze) – duński piłkarz grający na pozycji ofensywnego pomocnika.

## Kariera klubowa
Jensen pochodzi z Kopenhagi. Piłkarską karierę rozpoczął w tamtejszym klubie Boldklubben 1893 debiutując jesienią 1996 i w jego barwach występował w drugiej lidze duńskiej. Już w 1998 roku przeszedł do holenderskiego SC Heerenveen. W Eredivisie zadebiutował 24 kwietnia w wygranym 2:1 meczu z AZ Alkmaar. W sezonie 1999/2000 był już podstawowym zawodnikiem Heerenveen i osiągnął z nim największy sukces w historii klubu – wicemistrzostwo Holandii. W sezonie 2000/2001 wystąpił w rozgrywkach grupowych Ligi Mistrzów, ale Heerenveen zajęło ostatnie miejsce w grupie (Jensen zdobył zwycięskiego gola w wygranym 1:0 meczu z Olympiakosem). W 2002 roku natomiast zajął ze swoim zespołem 4. miejsce w Eredivisie, a grał w nim jeszcze przez cały sezon 2002/2003. Ogółem przez 5 lat spędzonych w Heerenveen rozegrał dla tego klubu 122 mecze i strzelił 16 bramek.
Latem 2003 Jensen przeszedł do hiszpańskiego Realu Murcia będącego beniaminkiem Primera División. W lidze Jensen zadebiutował 3 września w zremisowanym 1:1 spotkaniu z Racingiem Santander. Był zawodnikiem wyjściowej jedenastki Murcii, ale nie zdołał pomóc jej w utrzymaniu i na koniec sezonu klub powrócił w szeregi Segunda División.
W lipcu 2004 za milion euro Jensen trafił do Werderu Brema. W Bundeslidze swój premierowy mecz rozegrał 23 października, a Werder pokonał 4:1 1. FC Nürnberg. Początkowo nie był podstawowym zawodnikiem bremeńskiego zespołu, rozegrał 21 spotkań i zajął 3. miejsce w lidze. W sezonie 2005/2006 był już podstawowym zawodnikiem Werderu, w sierpniu zdobył Puchar Ligi Niemieckiej, a następnie wystąpił z nim w Lidze Mistrzów oraz wywalczył wicemistrzostwo Niemiec. W sezonie 2006/2007 zajął z Werderem 3. pozycję w Bundeslidze. W sezonie 2007/2008 wywalczył z klubem wicemistrzostwo Niemiec. W 2009 roku zdobył z Werderem Puchar Niemiec. Zagrał z nim także w finale Pucharu UEFA, ale Werder przegrał tam po dogrywce 1:2 z Szachtarem Donieck.
| Sezon   | Klub             | Kraj      | Rozgrywki                  | Mecze | Bramki |
| ------- | ---------------- | --------- | -------------------------- | ----- | ------ |
| 1996/97 | Boldklubben 1893 | Dania     | 1. dywizja                 | 19    | 3      |
| 1997/98 | Boldklubben 1893 | Dania     | 1. dywizja                 | 25    | 6      |
| 1998/99 | SC Heerenveen    | Holandia  | Eredivisie                 | 1     | 0      |
| 1999/00 | SC Heerenveen    | Holandia  | Eredivisie                 | 29    | 4      |
| 2000/01 | SC Heerenveen    | Holandia  | Eredivisie                 | 29    | 3      |
| 2001/02 | SC Heerenveen    | Holandia  | Eredivisie                 | 31    | 5      |
| 2002/03 | SC Heerenveen    | Holandia  | Eredivisie                 | 32    | 4      |
| 2003/04 | Real Murcia      | Hiszpania | Primera División           | 28    | 0      |
| 2004/05 | Werder Brema     | Niemcy    | Bundesliga                 | 21    | 0      |
| 2005/06 | Werder Brema     | Niemcy    | Bundesliga                 | 27    | 1      |
| 2006/07 | Werder Brema     | Niemcy    | Bundesliga                 | 23    | 4      |
| 2007/08 | Werder Brema     | Niemcy    | Bundesliga                 | 27    | 2      |
| 2008/09 | Werder Brema     | Niemcy    | Bundesliga                 | 11    | 0      |
| 2009/10 | Werder Brema     | Niemcy    | Bundesliga                 | 13    | 0      |
| 2010/11 | Werder Brema     | Niemcy    | Bundesliga                 | 11    | 0      |
|         |                  |           | Łącznie w Eredivisie       | 122   | 16     |
|         |                  |           | Łącznie w Primera División | 28    | 0      |
|         |                  |           | Łącznie w Bundeslidze      | 133   | 7      |

## Kariera reprezentacyjna
W 1995 roku Jensen otrzymał swoje pierwsze powołanie do młodzieżowej reprezentacji Danii U-19. Rozegrał dla niej 16 meczów i strzelił 3 gole, a w 1999 roku był już zawodnikiem kadry U-21. Przez 3 lata wystąpił w niej 19 spotkaniach, zdobywając w nich 2 gole.
W pierwszej reprezentacji Danii Jensen zadebiutował 13 lutego 2002 roku w wygranym 1:0 towarzyskim spotkaniu z Arabią Saudyjską, gdy w 62. minucie zmienił Jona Dahla Tomassona. W 2004 roku został powołany przez selekcjonera Mortena Olsena do kadry na Euro 2004. Na tym turnieju był podstawowym zawodnikiem kadry i wystąpił w trzech grupowych meczach: zremisowanym 0:0 z Włochami, wygranym 2:0 z Bułgarią i zremisowanym 2:2 ze Szwecją. Nie zagrał za to w ćwierćfinale z Czechami (0:3).
11 października 2006 Jensen zdobył swojego pierwszego gola w kadrze, a Dania w meczu eliminacji do Euro 2008 pokonała w Vaduz Liechtenstein 4:0. Ostatecznie Dania nie awansowała na Euro.